# Павлюченко, Сергей Алексеевич
Серге́й Алексе́евич Павлюче́нко, (18 [31] октября 1902, Курск, Российская империя — 5 июля 2000) — музыковед и композитор, заслуженный деятель искусств Украинской ССР (1954).

## Биография
Родился в 1902 году в Курске. Окончил Курское музыкальное училище.
В 1931 году окончил инструкторско-педагогический факультет Ленинградской консерватории, где занимался у преподавателей Б. В. Асафьева, Ю. Н. Тюлина, X. С. Кушнарёва, В. В. Щербачёва, M. M. Чернова, А. К. Буцкого. Уроки дирижирования там же брал у Н. А. Малько.
В 1932—1947 годах является преподавателем Ленинградской консерватории.
В 1946 году стал членом ВКП(б).
В 1947 году — заместитель директора по учебной и научной работе там же.
В 1947—1953 — директор Львовской консеватории.
В 1954 году получает звание Заслуженного деятеля искусств Украины.
В 1953—1963 — проректор по учебной и научной работе в той же консерватории.
В 1963 году получает звание профессора Киевской консерватории
в 1963—1969 годах работает заведующим кафедрой теории музыки Киевской консерватории.
В 1969—1974 — консультант Киевской консерватории.
Специализировался в теории музыки, особенно в области полифонии.
Написал пособия «Элементарная теория музыки», «Руководство по практическому изучению инвенционной полифонии», по которым проходили обучение тысячи будущих музыкантов.
Сергей Павлюченко является автором многих фортепианных и хоровых произведений для детей и юношества.

#### Литературные сочинения
- Элементарная теория музыки. Л., 1938, 2-е изд. 1940, 3-е изд. 1946 (на узб. яз. Ташкент, 1940, 2-е изд. 1948);
- Краткий музыкальный словарь-справочник. М., 1950;
- Курс сольфеджио и музыкальной грамоты для музыкальных школ, ч. 1. М., 1952, 2-е изд. 1954; ч. 2. М., 1952;
- Руководство к практическому изучению основ инвенционной полифонии. М., 1953 (на болг. яз. София, 1957; на китайском яз. Пекин, 1965);
- Практическое руководство по контрапункту строгого письма. Л., 1962;
- Музыканту-любителю. Краткий словарь-справочник. Киев, 1965, на укр. яз.;
- Вопросы мелодики. Киев, 1974, на укр. яз.

#### Музыкальные сочинения
- Прелюдии и фуги для фортепиано. Киев, 1959;
- Маленькие фуги (для детей). Киев, 1967;
- Вокально-артикуляционные упражнения и этюды для певцов. М., 1968;
- Одноголосные и двухголосные вариации для пения. Киев, 1969;
- Вокализы для высокого голоса. Киев, 1969;
- Полифонические этюды для хора на тексты русских пословиц, поговорок и сказок. Киев, 1972;
- Этюды для пения. Киев, 1974; циклы обработок нар. песен для ф-п. в 4 руки — Украинские народные песни. Киев, 1975;
- Русские народные песни. Киев, 1976;
- Песни народов СССР. Киев, 1977;
- Песни народов мира. Киев, 1978